# Khaya senegalensis
Khaya senegalensis es una especie botánica de árboles perteneciente a la familia Meliaceae.

## Descripción
Es un árbol de tamaño mediano que puede alcanzar entre 15 y 30 metros de altura y 1 metro de diámetro. El color de la corteza se compone de un gris oscuro a un pigmento de color gris-marrón, mientras que el duramen es de color marrón con un pigmento de color rosa-rojo compuesto por granos entrelazados. K. Senegalensis se caracteriza por las hojas dispuestas en forma de espiral agrupadas al final de las ramas, junto con blancas y olorosas flores y frutas que cambian de gris a negro cuando madura. 

## Hábitat
Khaya senegalensis se encuentra en los bosques ribereños y dentro de los bosques de mayor precipitación de la sabana, en las regiones húmedas que ha encontrado en un terreno más alto. En su primer año, la plántula desarrolla un sistema radical profundo siendo una de las más resistentes a la sequía de las especies de Khaya. 

## Distribución
Se distribuye por Benín, Burkina Faso, Camerún, República Centroafricana, Chad, Costa de Marfil, Gabón, Gambia, Ghana, Guinea, Guinea-Bissau, Malí, Níger, Nigeria, en el norte de Australia, Senegal, Sierra Leona, Sudán, Togo, y Uganda. Está tratada en peligro de extinción por la pérdida de hábitat.

## Usos
La madera de Khaya senegalensis se utiliza para una variedad de propósitos. A menudo se utiliza convencionalmente para carpintería, acabados interiores y la construcción. Tradicionalmente, la madera fue utilizada para canoas cavadas, implementos para el hogar, y para leña. La corteza de sabor amargo de Khaya senegalensis se utiliza para una variedad de propósitos médicos, así, se toma contra la fiebre causada por la malaria, dolores de estómago, y dolores de cabeza. Se aplica externamente para curar erupciones en la piel, heridas o cualquier anormalidad. Khaya senegalensis ha sido exportado desde África Occidental (Gambia) a Europa desde la primera mitad del siglo XIX y ha sido explotado en gran medida por su madera. Actualmente el árbol se utiliza más a nivel local, y se planta como un árbol ornamental al lado de la carretera.

## Imágenes

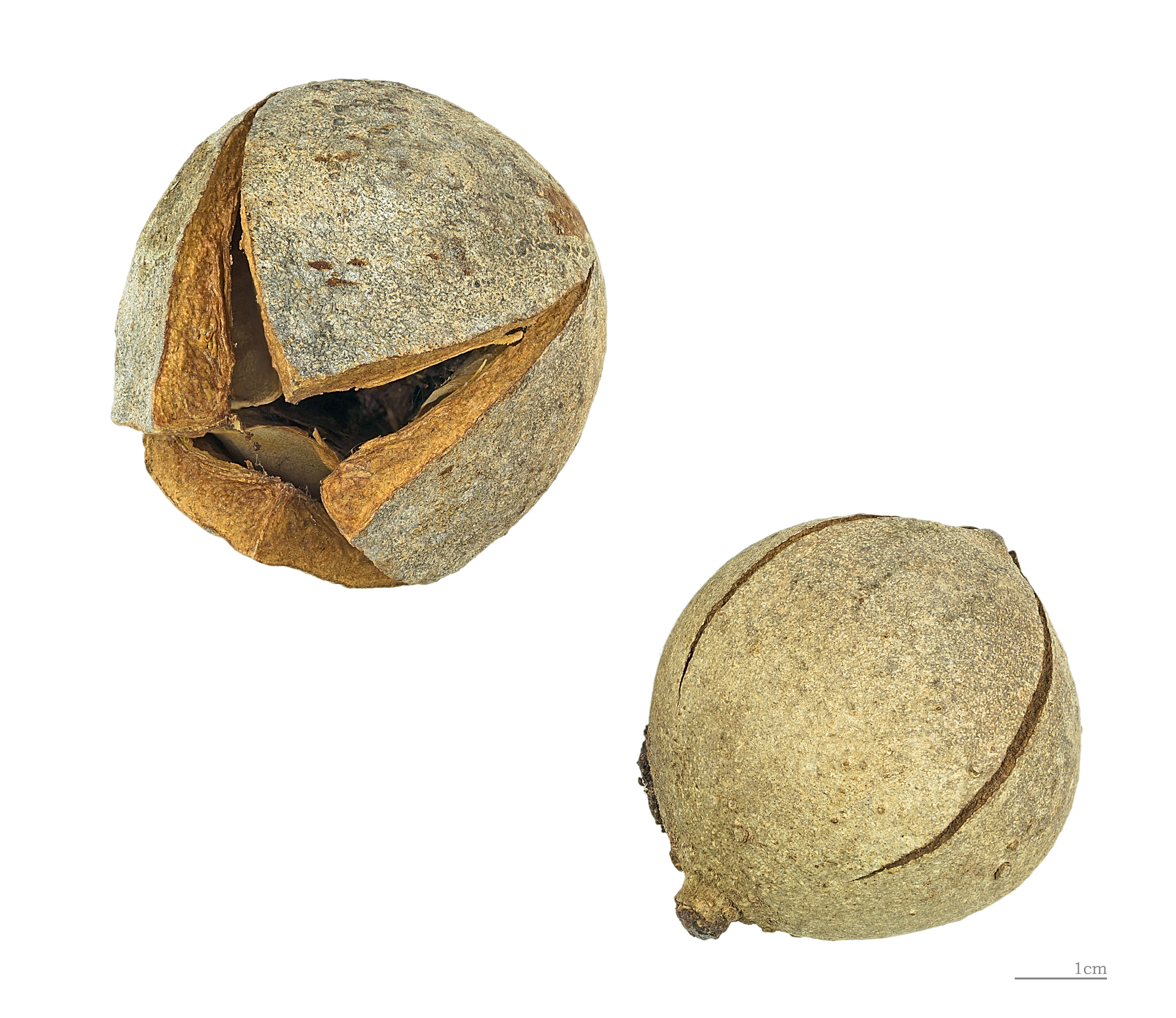
Khaya senegalensis.
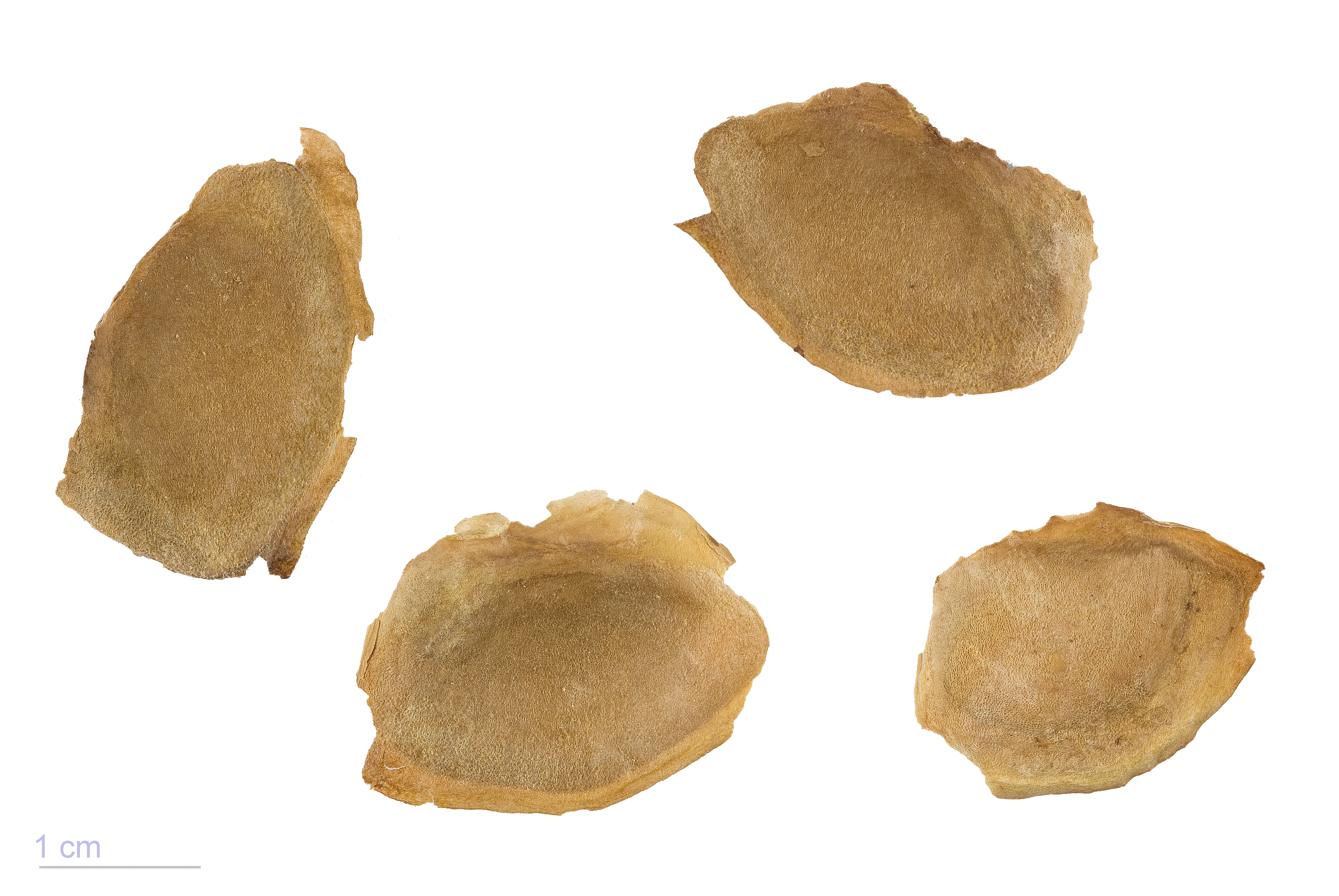
Semillas de Khaya senegalensis.
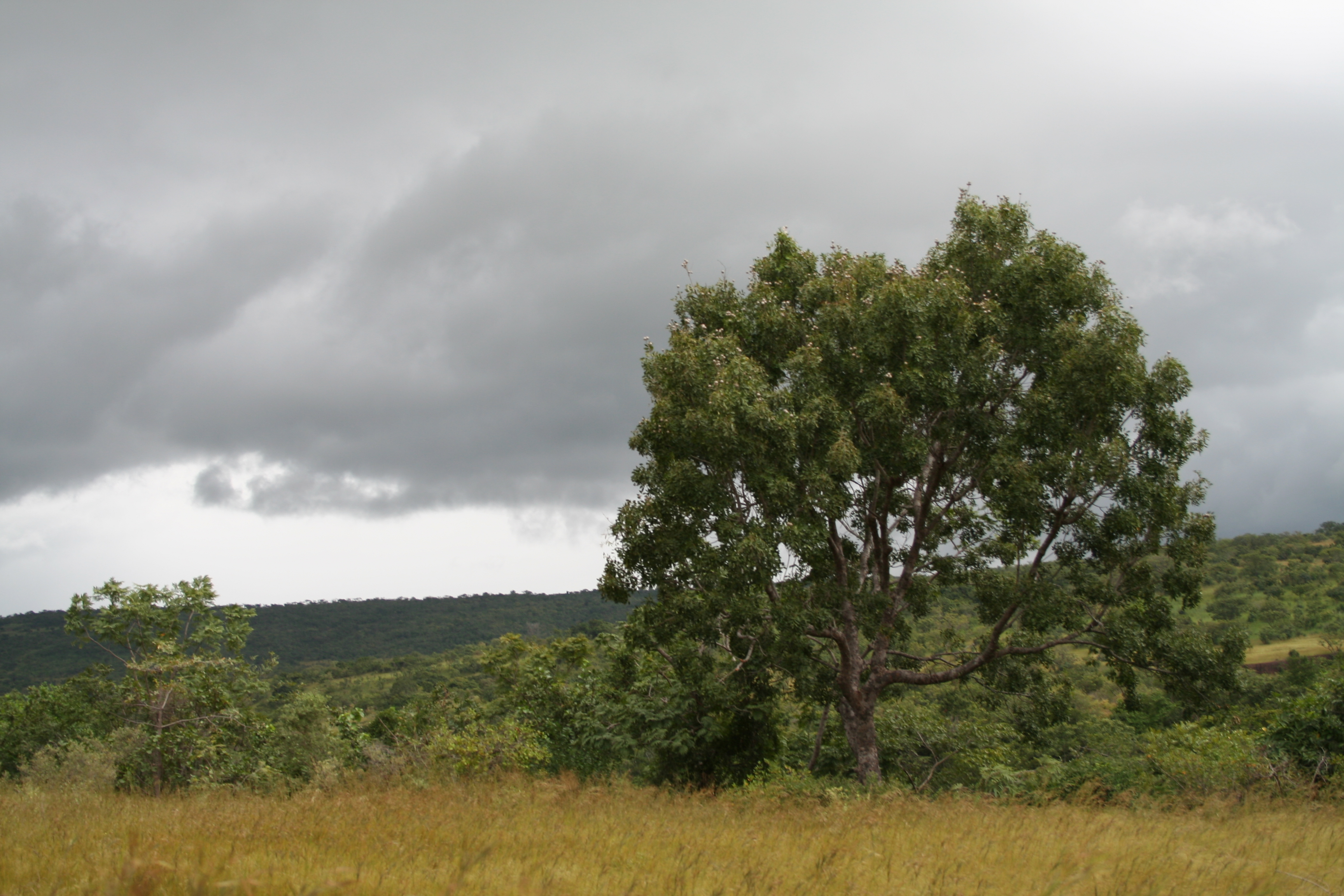
Ejemplar en Burkina Faso.
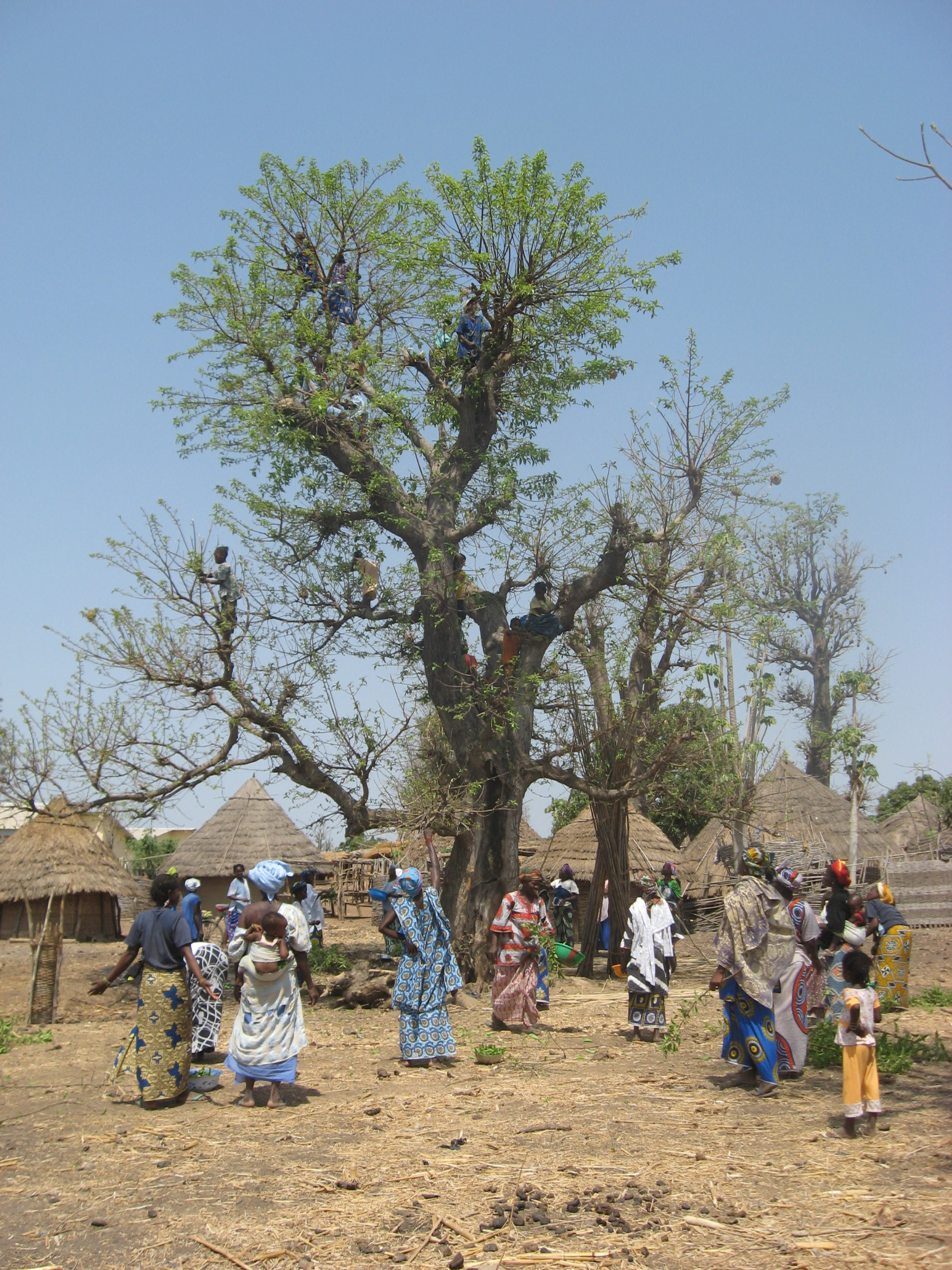
En su hábitat.

## Taxonomía
Khaya senegalensis fue descrita por (Desr.) A.Juss. y publicado en Mémoires du Muséum d'Histoire Naturelle 19: 250. 1830.
Sinonimia
- Swietenia senegalensis Desv.	[3]